# Pezzaze
Pezzaze is een gemeente in de Italiaanse provincie Brescia (regio Lombardije) en telt 1614 inwoners (31-12-2004). De oppervlakte bedraagt 21,5 km², de bevolkingsdichtheid is 76 inwoners per km².
De volgende frazioni maken deel uit van de gemeente: Lavone, Stravegnino, Pezzazole.

## Demografie
Pezzaze telt ongeveer 670 huishoudens. Het aantal inwoners steeg in de periode 1991-2001 met 9,7% volgens cijfers uit de tienjaarlijkse volkstellingen van ISTAT.
| Jaar | Inwoneraantal |
| ---- | ------------- |
| 1991 | 1470          |
| 2001 | 1613          |

## Geografie
Pezzaze grenst aan de volgende gemeenten: Artogne, Bovegno, Marmentino, Pisogne, Tavernole sul Mella.